# Mi vedrai tornare
Pour plus de détails, voir Fiche technique et Distribution.
Mi vedrai tornare est un film italien du genre Musicarello réalisé par Ettore Maria Fizzarotti et sorti en 1966.

## Synopsis
Gianni Aleardi est un cadet de la marine militaire à l'Accademia Navale di Livorno. Comme il a obtenu un brevet d'études avant de s'embarquer, il décide de rentrer avec un train ETR 300 dans sa famille à Rome avec son ami Saro.
Pendant ce séjour, il rencontre dans un dancing une jeune princesse japonaise, Liù, fille du prince Hiro Toyo, ambassadeur japonais à Rome, dont il tombe amoureux. Hiro Toyo est également un ami du grand-père de Gianni, l'amiral Aleardi.
Cette amitié n'empêche cependant pas l'ambassadeur de s'opposer au mariage, car Liú est fiancé à un noble japonais (tandis que Gianni est lié à la jeune duchesse Gigliola, union fortement souhaitée par leurs mères).
Finalement, le père de Liù, trouvant sa fille sur le point de faire le harakiri, se rendra compte que son bonheur est plus important que les traditions et acceptera le mariage.
Saro trouvera également l'amour en se fiancant à la douce Alina, la cousine de Gianni.

## Fiche technique
- Titre original : Mi vedrai tornare
- Réalisation : Ettore Maria Fizzarotti
- Scénario : Sergio Bonotti, Giovanni Grimaldi
- Direction artistique : Carlo Leva
- Décors : Dario Micheli
- Costumes : Rosalba Menichelli
- Photographie : Stelvio Massi
- Son : Giovanni Rossi
- Montage : Roberto Perpignani
- Musique : Ennio Morricone, et pour les chansons : Luis Bacalov, Gianni Morandi, Bruno Zambrini
- Production : Gilberto Carbone
- Société(s) de production : Mondial Tefi
- Société(s) de distribution : Titanus
- Pays d’origine :  Italie
- Langue originale : italien
- Format : noir et blanc
- Genre : comédie, film musical
- Durée : 95 minutes
- Dates de sortie :
  - Italie : 1966

## Distribution
- Gianni Morandi : Gianni
- Elisabetta Wu : Liù Toyo
- Enzo Cerusico : Lt. Saro Spampinato
- Nino Taranto : Nostromo Spampinato
- Enrico Viarisio : amiral Aleardi
- Raimondo Vianello : Tommasso, le majordome
- Lelio Luttazzi : comte Aleardi
- Pietro De Vico : domestique des Aleardi
- Xenia Valderi : Maria Aleardi
- Germana Dominici : duchesse Gigliola
- Danilo Massi : le petit Maurizio Aleardi
- Loretta Goggi : jeune duchesse Alina
- George Wang : prince Hiro Toyo
- Giuseppe Porelli : le duc
- Sandra Mondaini : femme de Tommasso, femme de chambre
- Anna Maria Dionisio (comme Annamaria Dionisio)